# Jackie Blanchflower

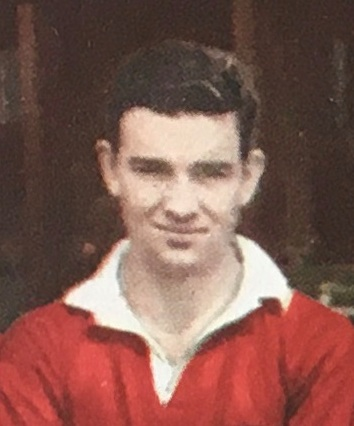
Jackie Blanchflower

Jackie Blanchflower (Belfast, 7 maart 1933 – Manchester, 2 september 1998) was een voetballer uit Noord-Ierland. Hij doorliep de jeugdopleiding van Manchester United en speelde 117 officiële wedstrijden in het eerste elftal van de club. In 1958 stopte hij op 24-jarige leeftijd met voetballen na de vliegramp van München. Jackie was de broer van Danny Blanchflower, de aanvoerder van het zeer succesvolle Tottenham Hotspur van het begin van de jaren zestig.

## Voetbalcarrière
Op 24 november 1951 maakte Blanchflower zijn debuut voor Manchester United. Hij speelde mee in de uitwedstrijd tegen Liverpool FC. Vervolgens speelde hij zich in het eerste elftal en hielp hij de club aan twee landskampioenschappen in de jaren vijftig. Blanchflower stond bekend om zijn veelzijdigheid. Hij begon zijn carrière bij Manchester als spits, maar manager Matt Busby zag in hem een middenvelder. Tijdens zijn periode bij Manchester scoorde hij 27 goals.
Op 6 februari 1958 speelde Jackie Blanchflower zijn laatste wedstrijd als professioneel voetballer. Het team van Manchester United had op die dag een wedstrijd gespeeld tegen Rode Ster Belgrado. Tijdens de vlucht terug naar Engeland maakte het vliegtuig een tussenlanding in München. Toen de piloot weer wilde opstijgen, lukte dit niet goed en het vliegtuig vloog tegen een gebouw. 23 Van de 43 inzittenden verloren hierbij het leven, maar Jackie Blanchflower overleefde het ongeluk ternauwernood. Hij hield er wel gebroken bekken, armen en benen en verbrijzelde nieren aan over. Zijn rechterarm was zelfs bijna volledig doorgehakt, maar hij leefde nog wel, terwijl veel van zijn ploeggenoten de dood vonden.
Blanchflower probeerde nog terug te keren als voetballer, maar door zijn blessures lukte dit nooit. Bovendien raadden artsen hem aan niet meer te voetballen, omdat ze bang waren dat zijn nieren zwaarder zouden beschadigen. Uiteindelijk beëindigde hij zijn loopbaan definitief in 1959, na slechts 117 wedstrijden voor Manchester en 12 interlands voor Noord-Ierland.

## Na het voetbal
Nadat hij gestopt was met voetballen, had Blanchflower een aantal baantjes in de omgeving van Manchester. Hij had echter steeds pech, waardoor eigenlijk niks goed uit de verf kwam.
Eerst werd hij eigenaar van een kranten- en tijdschriftenwinkel. Even later opende er een supermarkt net om de hoek, met dezelfde spullen als hij. Daarna ging hij bij een bookmaker werken. Na een strenge winter, die het paardenrennen verstoorde, verloor hij zijn baan.
Na nog een aantal mislukte baantjes begon hij te studeren. Nadat hij een financiële studie had afgerond werd hij accountant.

## Dood
Op 2 september 1998 stierf Jackie Blanchflower aan kanker. Hij was op dat moment 65 jaar oud. Na Johnny Berry (in 1994) was hij de tweede speler, die overleed nadat hij de vliegramp van München had overleefd.